# 日本グッド・トイ委員会
特定非営利活動法人日本グッド・トイ委員会（にほんグッド・トイいいんかい）は、市場にあふれるおもちゃの中から優良なおもちゃ（= グッド・トイ、“good toy”）を選び普及させること、おもちゃ専門家の育成を通して社会貢献を行うことを目的としている非営利団体である。

## 概要
日本グッド・トイ委員会は、おもちゃコンサルタントがグッド・トイを使い幅広い活動をしており、地域社会、小児病棟、高齢者福祉施設など様々な場で遊びのコーディネートや手作りおもちゃの指導などの遊びの応援をしている。主な事業としては、
- 優良おもちゃ「グッド・トイ」の選定事業
- おもちゃの専門家育成事業
- 廃校を活用した「東京おもちゃ美術館」の運営
- 移動型おもちゃ美術館「グッド･トイキャラバン」の開催
- 子育てサロン「おもちゃの広場」の開催
- 難病児とその家族に向けての遊び支援活動
- 情報発信「おもちゃで遊ぼう」の編集・発行

である。
1987年に任意団体として設立され、2003年には特定非営利活動法人（NPO）として認証され、2010年には認定特定非営利活動法人（認定NPO法人）として認定を受けている。
2017年、芸術教育研究所や高齢者アクティビティ開発センターと統合。認定NPO法人　芸術と遊び創造協会に名称変更。